# Beker van België 2009-10
Het seizoen 2009-2010 van de Beker van België in het voetbal begon op 25 juli 2009 en eindigde met de finale in mei 2010 in het Koning Boudewijnstadion. Voor het toernooi bij de vrouwen, zie Beker van België 2009-10 (vrouwenvoetbal). 

## Verloop
De 1/8ste finales worden net als de voorgaande rondes in één wedstrijd beslist. De kwartfinales en halve finales worden gespeeld met een thuis- en uitwedstrijd; de scores van beide wedstrijden worden telkens weergeven. De finale wordt gespeeld in één wedstrijd op neutraal terrein.
De wedstrijd SV Zulte Waregem - Cercle Brugge uit de 1/8ste finales werd drie keer uitgesteld: op 23 december 2009 verklaarde waarnemend burgemeester Rik Soens van Waregem dat de toegangswegen en de tribunes er te gevaarlijk bijlagen om de wedstrijd te laten spelen. De match werd uitgesteld tot 13 januari 2010, maar toen verklaarde scheidsrechter Serge Gumienny het veld onbespeelbaar door een ijslaag. Er werd besloten om de match eventueel de volgende dag (14 januari 2010) te spelen, maar ook die dag werd het veld niet goedgekeurd door Gumienny. Door dit uitstel raakte de kalendercommissie in zware moeilijkheden, omdat de kwartfinales een week later al moeten plaatsvinden.

## Wedstrijden
Na de clubnaam wordt tussen haakjes in Romeinse cijfers weergeven in welke klasse de ploeg speelt. Een P. voor het cijfer betekent dat het om een provinciale klasse gaat. Bij de eersteklassers op het eind wordt het cijfer weggelaten.
In de Belgische provincies worden provinciale bekertoernooien georganiseerd door de Provinciale Comités. Aan deze toernooien nemen clubs uit de provinciale reeksen deel. Afhankelijk van de organisatie in de provincie worden de clubs die het verst raken in deze bekertoernooien geselecteerd voor de echte nationale Beker van België. Deze clubs worden dan vaak nog aangevuld met de best gerangschikte eersteprovincialers.

### 1/16de finales
In de 1/16de finales worden de clubs uit Eerste Klasse bij de winnaars van de vorige ronde gevoegd voor 16 duels. Door de geleide loting komen geen eersteklassers tegen elkaar uit, uitgezonderd STVV dat dit jaar promoveerde.
| #   | Datum      | Uur   | Wedstrijd                   | Wedstrijd | Wedstrijd                         | Uitslag        |
| --- | ---------- | ----- | --------------------------- | --------- | --------------------------------- | -------------- |
| 206 | 28.10.2009 | 20:30 | R. Excelsior Virton (III)   | -         | KV Kortrijk                       | 0-1            |
| 207 | 28.10.2009 | 20:30 | KVC Westerlo                | -         | VC Eendracht Aalst 2002 (III)     | 3-2            |
| 208 | 28.10.2009 | 20:00 | Club Brugge KV              | -         | KFC Vigor Wuitens Hamme (III)     | 5-0            |
| 209 | 28.10.2009 | 20:30 | K. Standaard Wetteren (II)  | -         | Sporting du Pays de Charleroi (I) | 1-2            |
| 210 | 28.10.2009 | 20:30 | R. Antwerp FC (II)          | -         | FCV Dender EH (II)                | 0-1            |
| 211 | 28.10.2009 | 20:30 | RSC Anderlecht              | -         | RCS Verviétois (III)              | 2-0            |
| 212 | 28.10.2009 | 20:30 | KSC Lokeren Oost-Vlaanderen | -         | AFC Tubize (II)                   | 2-0            |
| 213 | 27.10.2009 | 20:45 | K. Sint-Truidense VV        | -         | KRC Genk                          | 0-1            |
| 214 | 27.10.2009 | 20:30 | RAEC Mons (II)              | -         | R. Excelsior Mouscron             | 2-1            |
| 215 | 28.10.2009 | 20:30 | KSV Roeselare               | -         | KSK Beveren (II)                  | 2-1            |
| 216 | 28.10.2009 | 20:30 | KV Mechelen                 | -         | Spouwen-Mopertingen (IV)          | 2-0            |
| 217 | 28.10.2009 | 20:00 | KAA Gent (*)                | -         | R. White Star Woluwé FC (III)     | 3-1            |
| 218 | 27.10.2009 | 20:00 | R. Standard de Liège        | -         | K. Lierse SK (II)                 | 1-1 (n.v. 2-1) |
| 219 | 28.10.2009 | 20:30 | SV Zulte Waregem            | -         | KSK Ronse (II)                    | 3-0            |
| 220 | 27.10.2009 | 20:00 | Germinal Beerschot          | -         | KMSK Deinze (III)                 | 3-0            |
| 221 | 27.10.2009 | 20:30 | Cercle Brugge KSV           | -         | Oud-Heverlee Leuven (II)          | 2-0            |

(*) KAA Gent kocht het thuisvoordeel van WS Woluwé af. De match vond dus in het Jules Ottenstadion plaats.

### 1/8ste finales
| #   | Datum      | Uur   | Wedstrijd                     | Wedstrijd | Wedstrijd                   | Uitslag |
| --- | ---------- | ----- | ----------------------------- | --------- | --------------------------- | ------- |
| 222 | 20.01.2010 | 20:30 | SV Zulte Waregem              | -         | Cercle Brugge KSV           | 1-3     |
| 223 | 23.12.2009 | 20:00 | Club Brugge KV                | -         | KSC Lokeren Oost-Vlaanderen | 2-1     |
| 224 | 23.12.2009 | 20:30 | Sporting du Pays de Charleroi | -         | KV Mechelen                 | 2-5     |
| 225 | 23.12.2009 | 20:30 | KRC Genk                      | -         | KSV Roeselare               | 1-2     |
| 226 | 23.12.2009 | 20:30 | RSC Anderlecht                | -         | FCV Dender EH (II)          | 3-0     |
| 227 | 23.12.2009 | 20:30 | KVC Westerlo                  | -         | RAEC Mons (II)              | 3-1     |
| 228 | 23.12.2009 | 21:00 | KAA Gent                      | -         | Germinal Beerschot          | 1-0     |
| 229 | 23.12.2009 | 20:30 | R. Standard de Liège          | -         | KV Kortrijk                 | 1-2     |

### Kwartfinales

#### Heen
| #   | Datum      | Uur   | Wedstrijd      | Wedstrijd | Wedstrijd         | Uitslag |
| --- | ---------- | ----- | -------------- | --------- | ----------------- | ------- |
| 230 | 23.01.2010 | 20:00 | RSC Anderlecht | -         | Cercle Brugge KSV | 2-1     |
| 231 | 20.01.2010 | 20:30 | KV Kortrijk    | -         | KSV Roeselare     | 3-2     |
| 232 | 20.01.2010 | 20:30 | Club Brugge KV | -         | KAA Gent          | 1-4     |
| 233 | 20.01.2010 | 20:30 | KV Mechelen    | -         | KVC Westerlo      | 3-2     |

#### Terug
| #   | Datum      | Uur   | Wedstrijd         | Wedstrijd | Wedstrijd      | Uitslag |
| --- | ---------- | ----- | ----------------- | --------- | -------------- | ------- |
| 234 | 26.01.2010 | 20:30 | Cercle Brugge KSV | -         | RSC Anderlecht | 1-0     |
| 235 | 27.01.2010 | 20:30 | KSV Roeselare     | -         | KV Kortrijk    | 1-0     |
| 236 | 27.01.2010 | 20:30 | KAA Gent          | -         | Club Brugge KV | 1-0     |
| 237 | 27.01.2010 | 20:30 | KVC Westerlo      | -         | KV Mechelen    | 0-0     |

### Halve Finales

#### Heen
| #   | Datum      | Uur   | Wedstrijd         | Wedstrijd | Wedstrijd     | Uitslag |
| --- | ---------- | ----- | ----------------- | --------- | ------------- | ------- |
| 238 | 09.02.2010 | 20.45 | KV Mechelen       | -         | KAA Gent      | 2-2     |
| 239 | 17.03.2010 | 20.45 | Cercle Brugge KSV | -         | KSV Roeselare | 3-0     |

#### Terug
| #   | Datum      | Uur   | Wedstrijd     | Wedstrijd | Wedstrijd         | Uitslag |
| --- | ---------- | ----- | ------------- | --------- | ----------------- | ------- |
| 240 | 25.03.2010 | 20.45 | KAA Gent      | -         | KV Mechelen       | 1-0     |
| 241 | 26.03.2010 | 20.45 | KSV Roeselare | -         | Cercle Brugge KSV | 3-1     |

### Finale
| #   | Datum      | Uur   | Wedstrijd         | Wedstrijd | Wedstrijd | Uitslag |
| --- | ---------- | ----- | ----------------- | --------- | --------- | ------- |
| 242 | 15.05.2010 | 20:45 | Cercle Brugge KSV | -         | KAA Gent  | 0-3     |

|                                           |               |         |                                      |                                                                                     |
| 15 mei 2010 20:45 Finale Beker van België | Cercle Brugge | 0 – 3   | KAA Gent                             | Koning Boudewijnstadion, Brussel Toeschouwers: 36.000 Scheidsrechter: Paul Allaerts |
| 15 mei 2010 20:45 Finale Beker van België |               | Verslag | 34' Coulibaly 84' Leye 90+3' Grondin | Koning Boudewijnstadion, Brussel Toeschouwers: 36.000 Scheidsrechter: Paul Allaerts |

| Cercle | Gent |

| Cercle Brugge: |    |                      |     |
|                |    |                      |     |
| GK             | 25 | Bram Verbist         |     |
| RB             | 8  | Hans Cornelis        |     |
| CB             | 7  | Denis Viane          | 33' |
| CB             | 16 | Dejan Kelhar         |     |
| LB             | 4  | Bernt Evens          |     |
| RM             | 12 | Frederik Boi         | 46' |
| CM             | 17 | Tony Sergeant        | 64' |
| CM             | 14 | Serhij Serebrennikov |     |
| LM             | 9  | Oleg Iachtchouk      | 57' |
| CF             | 21 | Jelle Vossen         |     |
| CF             | 15 | Dominic Foley        |     |
| Wisselspelers: |    |                      |     |
| GK             | 39 | Jo Coppens           |     |
| CB             | 20 | Igor Gjuzelov        |     |
| CB             | 3  | Anthony Portier      | 33' |
| CM             | 18 | Reynaldo             | 46' |
| CM             | 24 | Lukas Van Eenoo      | 64' |
| CM             | 6  | Arnar Viðarsson      |     |
| CF             | 10 | Bojan Božović        |     |
| Coach:         |    |                      |     |
| Glen De Boeck  |    |                      |     |

| KAA Gent:          |    |                     |     |     |
|                    |    |                     |     |     |
| GK                 | 29 | Bojan Jorgačević    |     |     |
| RB                 | 17 | Roberto Rosales     |     |     |
| CB                 | 6  | Stef Wils           |     |     |
| CB                 | 3  | Marko Šuler         |     |     |
| LB                 | 12 | Kenny Thompson      | 78' |     |
| CM                 | 8  | Bernd Thijs         |     |     |
| CM                 | 26 | Christophe Lepoint  | 51' |     |
| AM                 | 10 | Randall Azofeifa    | 82' |     |
| RW                 | 9  | Mbaye Leye          |     |     |
| CF                 | 16 | Elimane Coulibaly   | 89' |     |
| LW                 | 11 | Yassine El Ghanassy | 36' | 71' |
| Wisselspelers:     |    |                     |     |     |
| GK                 | 1  | Frank Boeckx        |     |     |
| RF                 | 19 | Stijn De Smet       | 89' |     |
| CM                 | 7  | Tim Smolders        |     |     |
| CF                 | 30 | Zlatan Ljubijankič  | 71' |     |
| LB                 | 5  | Erlend Hanstveit    |     |     |
| RB                 | 4  | Roy Myrie           |     |     |
| CM                 | 31 | Christophe Grondin  | 82' |     |
| Coach:             |    |                     |     |     |
| Michel Preud'homme |    |                     |     |     |

Reynaldo stapte in de 88e minuut van het veld. Hij raakte geblesseerd en trainer Glen De Boeck had al drie wisselspelers ingezet. Cercle Brugge maakte de wedstrijd uit met een man minder.

Na het uitvallen van Denis Viane kreeg Serhij Serebrennikov de aanvoerdersband.
1911/12 · 1912/13 · 1913/14 · 1914/15 · 1915/16 · 1916/17 · 1917/18 · 1918/19 · 1919/20 · 1920/21 · 1921/22 · 1922/23 · 1923/24 · 1924/25 · 1925/26 · 1926/27 · 1927/28 · 1928/29 · 1929/30 · 1930/31 · 1931/32 · 1932/33 · 1933/34 · 1934/35 · 1935/36 · 1936/37 · 1937/38 · 1938/39 · 1939/40 · 1940/41 · 1941/42 · 1942/43 · 1943/44 · 1944/45 · 1945/46 · 1946/47 · 1947/48 · 1948/49 · 1949/50 · 1950/51 · 1951/52 · 1952/53 · 1953/54 · 1954/55 · 1955/56 · 1956/57 · 1957/58 · 1958/59 · 1959/60 · 1960/61 · 1961/62 · 1962/63 · 1963/64 · 1964/65 · 1965/66 · 1966/67 · 1967/68 · 1968/69 · 1969/70 · 1970/71 · 1971/72 · 1972/73 · 1973/74 · 1974/75 · 1975/76 · 1976/77 · 1977/78 · 1978/79 · 1979/80 · 1980/81 · 1981/82 · 1982/83 · 1983/84 · 1984/85 · 1985/86 · 1986/87 · 1987/88 · 1988/89 · 1989/90 · 1990/91 · 1991/92 · 1992/93 · 1993/94 · 1994/95 · 1995/96 · 1996/97 · 1997/98 · 1998/99 · 1999/00 · 2000/01 · 2001/02 · 2002/03 · 2003/04 · 2004/05 · 2005/06 · 2006/07 · 2007/08 · 2008/09 · 2009/10 · 2010/11 · 2011/12 · 2012/13 · 2013/14 · 2014/15 · 2015/16 · 2016/17 · 2017/18 · 2018/19 · 2019/20 · 2020/21 · 2021/22 · 2022/23 · 2023/24 · 2024/25